# Cinelli-Down Under
L'equip Cinelli-Down Under (codi UCI: CDU), conegut anteriorment com a DFL-Cyclingnews o Cyclingnews-Jako, va ser un equip ciclista australià, d'origen britànic que va competir de 2006 a 2009. Es va crear el 2006 a conseqüència de la fusió dels equips Team Cyclingnews.com i Driving Force Logistics. Va tenir categoria continental, menys el 2007 que va pujar a continental professional.
No s'ha de confondre amb l'equip Cinelli-OPD.

## Principals victòries
- Druivenkoers Overijse: Russell Downing (2006)

### Grans Voltes
- Tour de França
  - 0 participacions
- Giro d'Itàlia
  - 0 participacions
- Volta a Espanya
  - 0 participacions

## Classificacions UCI
L'equip participa en les proves dels circuits continentals i principalment en les curses del calendari de l'UCI Europa Tour.
UCI Amèrica Tour
| Temporada | Classificació per equips | Millor ciclista en la classificació individual |
| --------- | ------------------------ | ---------------------------------------------- |
| 2006      | 23è                      | Russell Downing (226è)                         |
| 2007      | 34è                      | Matti Helminen (254è)                          |

UCI Àsia Tour
| Temporada | Classificació per equips | Millor ciclista en la classificació individual |
| --------- | ------------------------ | ---------------------------------------------- |
| 2006      | 22è                      | Bernard Sulzberger (128è)                      |
| 2007      | 11è                      | Daniel Lloyd (12è)                             |
| 2009      | 38è                      | Michael Fitzgerald (104è)                      |

UCI Europa Tour
| Temporada | Classificació per equips | Millor ciclista en la classificació individual |
| --------- | ------------------------ | ---------------------------------------------- |
| 2006      | 85è                      | Russell Downing (142è)                         |
| 2007      | 77è                      | Matti Helminen (249è)                          |
| 2008      | 105è                     | Sjef De Wilde (455è)                           |
| 2009      | 103è                     | Nicholas Walker (390è)                         |

UCI Oceania Tour
| Temporada | Classificació per equips | Millor ciclista en la classificació individual |
| --------- | ------------------------ | ---------------------------------------------- |
| 2006      | 7è                       | Jeremy Vennell (11è)                           |
| 2007      | 10è                      | Jeremy Vennell (13è)                           |
| 2009      | 3r                       | Tommy Nankervis (3r)                           |